# Деньги в Древней Руси

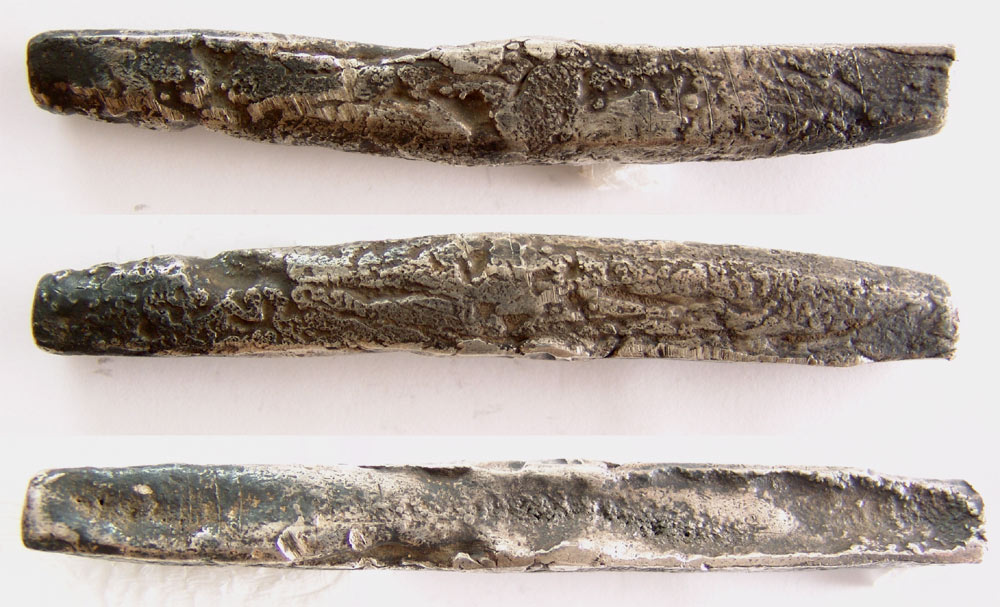
Северная древнерусская гривна из селища в районе Копорья

История денежных систем Киевской Руси подразделяется на два основных этапа: период использования зарубежных серебряных монет (IX—начало XII века) и период товаро-денег (c XII века до конца рассматриваемого периода).

## IX—начало XII века
Становление денежного обращения на славянских землях Восточной Европы происходит на рубеже VIII—IX веков, когда началась активная торговля Северной и Восточной Европы со странами Халифата. Восточноевропейские страны, лишённые крупных рудных запасов монетного металла активно импортировали серебро. В первой трети IX века в Древней Руси получили распространение монеты, которые чеканили в африканских центрах Халифата и которые попадали на Русь кавказским и среднеазиатским торговыми путями. С 830-х годов распространение получают дирхемы азиатской чеканки.
Во второй половине X века появились две территориальные русские системы, определившиеся на фоне разного тяготения северного и южного регионов к международным рынкам. Главным средством обращения Южной Руси (Киев, Чернигов, Смоленск и т. д.) стали вырезки из дирхемов весом 1,63 грамма, составляющие 1/200 византийской литры. Аналогичные вырезки использовались на землях Северной Руси, однако их вес был 1,04 грамма или 1/200 серебряной гривны. Важным памятником этой системы являются сферические весовые гирьки, употреблявшиеся в северных областях Руси для взвешивания серебряных монет. В Ярославском Поволжье карманные весы для взвешивания монет и их обломков, как и в других регионах Руси, бытовали во второй половине X века — в тот период, когда в русском денежном обращении восточные монеты стали приниматься на вес.
На рубеже X—XI веков во времена Владимира Святославича и Святополка Ярополчича была предпринята попытка чеканки собственных монет (златники, сребреники). Однако вскоре она была прекращена из-за отсутствия сырьевой базы.
В северных областях на замену дирхемам пришли западноевропейские денарии германской, английской и скандинавской чеканки. Они имели хождение до начала XII века.

## Период товаро-денег (с XII века)
После угасания притока восточных монет на Русь из-за ослабления Халифата их заменили товаро-деньги.